# Viktor Grigor'evič Komissarževskij
Viktor Grigor'evič Komissarževskij (7 novembre 1912 – 17 maggio 1981) è stato un regista sovietico.

## Filmografia

### Regista
- Volšebnoe zerkalo (1958)
- Znakom'tes', Baluev (1963)